# Museo José Luis Cuevas
El Museo José Luis Cuevas y la iglesia de Santa Inés están situados justo al lado de la plaza principal o Zócalo de la Ciudad de México. Inicialmente, ambos formaron parte de un mismo conjunto conventual. El museo se fundó en lo que era la parte residencial del convento de Santa Inés en la época colonial. Este convento fue fundado en 1600 por  Diego Caballero y su esposa Inés de Velasco; existió hasta 1861, debido a la ley de nacionalización de la propiedad de la Iglesia, por la cual todos los conventos y monasterios en el país se disolvieron. La iglesia del convento y la sala residencial se separaron. La iglesia de Santa Inés aún mantiene su función original. La sala residencia se convirtió en la propiedad privada, que funcionó principalmente como viviendas hasta que el artista plástico José Luis Cuevas compró la propiedad con la intención de restaurarla y establecer el actual museo dedicado a su arte y al arte contemporáneo de América Latina.

## Historia del Convento

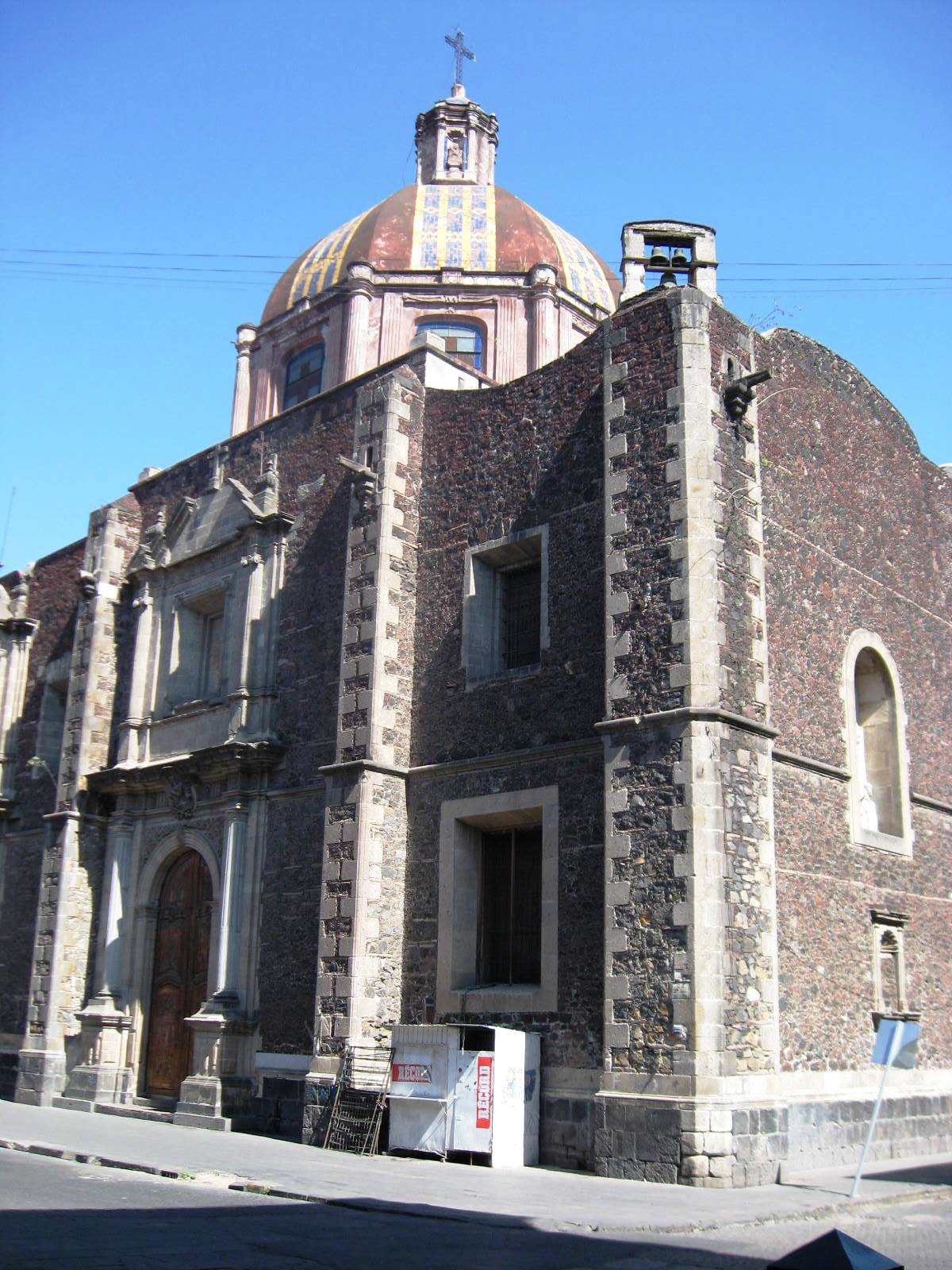
Iglesia de Santa Ines

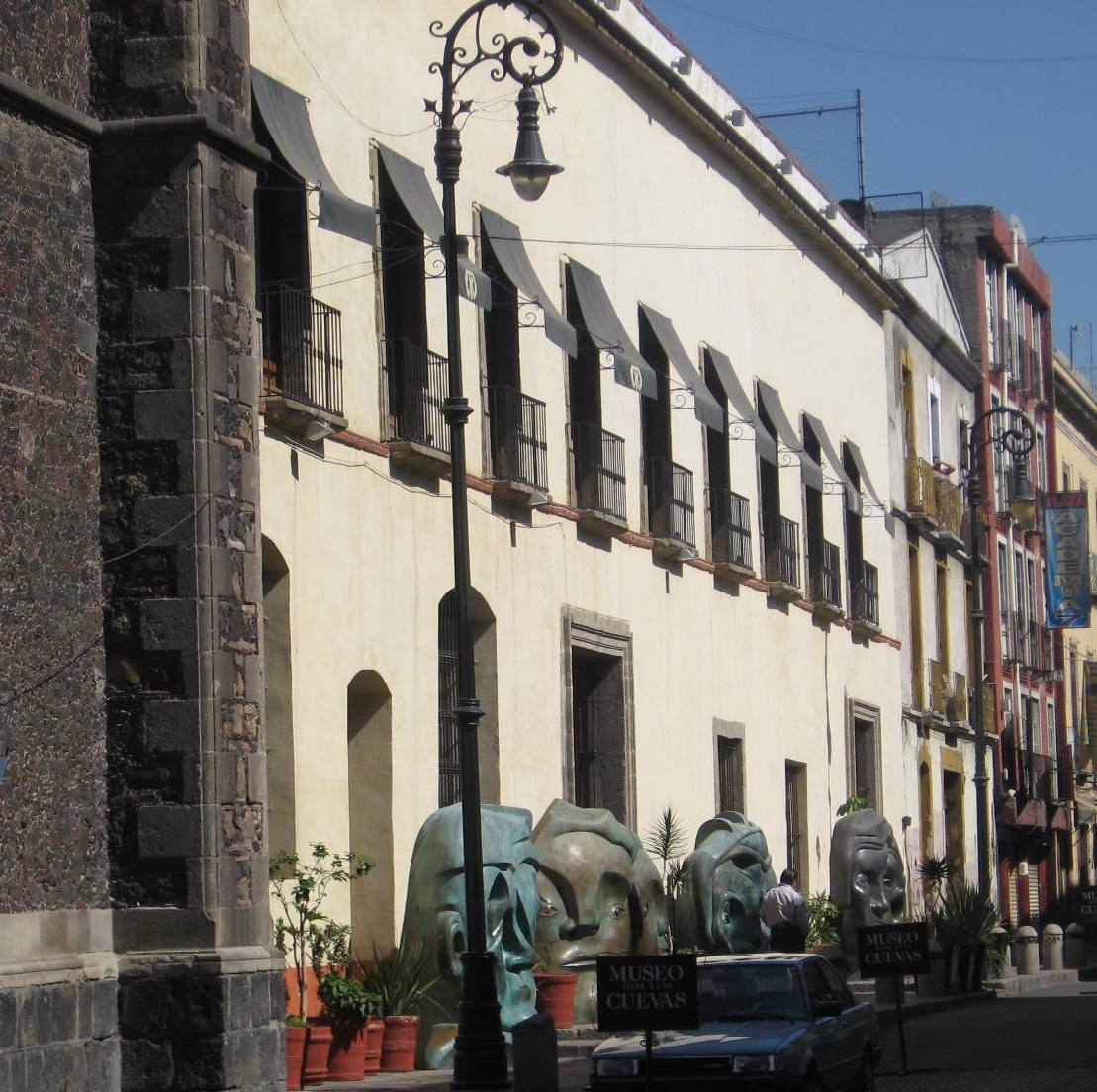
Fachada del museo

La orden de Santa Inés fue fundada en 1600 por Diego Caballero y su esposa Inés de Velasco. Su patronazgo fue financiado por su propiedad, que era la mayor operación de procesamiento de la caña de azúcar en la Nueva España. El convento de Santa Inés fue construido para dar cabida a los treinta y tres monjas, igual al número de años que Cristo pasó en la tierra. En la época colonial, albergó a huérfanos españoles que no tenían dote. A cambio se exigió a estos huérfanos a orar una hora al día por sus benefactores. El complejo sufrió daños en 1624 como consecuencia de las inundaciones y de nuevo en 1639 debido a un incendio. En 1710, su única torre fue construida, que era lo suficientemente alta como para ser vista desde la plaza principal de la ciudad. Hacia el final del siglo XVIII, su techo estaba podrido, y la iglesia y la torre tenían grietas. El complejo fue reparado bajo el patrocinio del marqués de la Cadena. En 1861, debido a las Leyes de Reforma del convento estaba cerrado. Las monjas fueron trasladadas, primero a Santa Teresa La Antigua, posteriormente, a Santa Catalina de Siena. Se demolió la torre, y la iglesia y el convento fueron separados con la porción residencia del convento vendida a particulares debido a la nacionalización de los bienes eclesiásticos de la época. El convento y la iglesia fueron declarados Monumento Nacional en 1932, pero la propiedad privada se mantuvo como viviendas hasta la década de 1980, cuando se inició el proyecto del museo.

## Iglesia de Santa Inés
La entrada de la iglesia se encuentra en la Calle de Moneda Número 26, al noreste de la plaza principal de la Ciudad de México. Esta iglesia es considerada como una mezcla de estilos entre barroco mexicano y Neoclásico. La iglesia fue completamente terminada en 1770. y fue obra del arquitecto Francisco Guerrero y Torres. La iglesia tiene dos portales, uno dedicado a Santa Inés y el otro al Apóstol Santiago el Mayor. Su cúpula está decorada con azulejos fijados en un diseño de la tira y hechos para parecer rebozos, un tipo de chal indígena. En el interior, el altar barroco original fue reemplazado por el actual altar Neoclásico.  Los pintores mexicanos Miguel Cabrera y José de Ibarra están en el altar.

## Museo José Luis Cuevas
A fines de 1970, el artista José Luis Cuevas había reunido una gran colección de arte moderno de artistas de América Latina con el objetivo de establecer un museo en su nombre. La colección se conservó en las instalaciones de almacenamiento del Museo Carrillo Gil como lugar adecuado para resguardar la colección. Habiendo nacido en el Centro de la Ciudad de México, Cuevas quería que el museo se ubicara allí. Después de decidirse por el viejo edificio del convento y haber trasladado a los inquilinos que vivían allí en 1983, Cuevas, junto con las agencias gubernamentales y partidarios privados comenzó a restaurar el edificio y realizar el trabajo arqueológico, que reveló muchas de las construcciones más antiguas del convento. Los trabajos de restauración se completaron en 1988, y el museo abrió al público el 8 de julio de 1992. A pesar de que el edificio fue restaurado a su aspecto colonial, el proyecto del arquitecto Alejandro Rivadeneyra propuso una intervención contemporánea, enmarcada por una cubierta de acero y cristal en el patio central. La entrada del museo está situada en la Calle Academia 13, en la esquina de la Iglesia de Santa Inés.
El patio del convento está resaltado por una escultura enorme de bronce llamada "La Giganta" (El Gigante femenino). Cuevas creó la estatua para este espacio en particular. La estatua mide ocho metros de alto y pesa 8 toneladas. Las principales salas de exposición contienen obras de Cuevas, incluyendo una habitación dedicada a su trabajo y al de su esposa (Bertha Cuevas) y la sala Pablo Picasso, que contiene una colección de dibujos de Cuevas. La colección del museo incluye obras de artistas mexicanos como Francisco Toledo, Juan Soriano, Vicente Rojo Almazán, Manuel Felguérez, Arnold Belkin, Gabriel Macotela, así como obras de algunos artistas extranjeros, como Roberto Matta, Fernando de Szyslo, Leonora Carrington y Remedios Varo.

## Colecciones
La colección del museo está constituido por 1860 obras, de diferentes artistas plásticos como:
- Wifredo Lam
- Roberto Matta
- Jordi Boldo
- Vicente Rojo
- Carlos Mérida
- Joy Laville
- Raúl Anguiano
- Jazzamoart
- Miguel Cubiles